# Guidotto Henckel von Donnersmarck

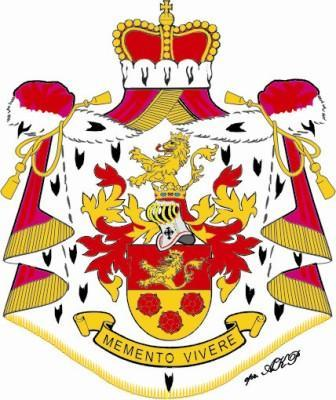
Herb książąt von Donnersmarck

Guidotto Henckel von Donnersmarck (ur. 23 maja 1888 w Berlinie, zm. 23 grudnia 1959) – niemiecki magnat ziemski i przemysłowy, hrabia Henckel, 2. książę von Donnersmarck, ostatni pan Świerklańca, tytularny pan Tarnowskich Gór.

## Życiorys
Urodził się 23 maja 1888 r. w Berlinie. Jego matką była Rosjanka – Katarzyna Slepcowa, druga żona Guidona Henckel von Donnersmarcka ze Świerklańca.
W lutym 1909 r. ożenił się ze starszą o cztery lata bawarską księżniczką Anną zu Sayn-Wittgenstein-Berleburg. Rodzina panny młodej należała do najlepszej niemieckiej arystokracji. Wywodzili się z rodu hrabiów von Sponheim i książąt Karyntii. Swymi początkami sięgają XI w.
Śląskich i polskich związków rodziny zu Sayn było sporo. Książę Ludwik zu Sayn-Wittgenstein ożenił się w 1798 r. z Antonią Cecylią Snarską. Żoną pierworodnego syna, Ludwika, była księżniczka Stefania Radziwiłł z Nieświeża. Ich najstarsza córka Maria była z kolei żoną księcia raciborskiego Chlodwiga zu Hohenlohe-Schillingsfürst (późniejszego premiera Prus i kanclerza Niemiec). Stryj Anny, książę Emil ożenił się z warszawianką Kamilą Stefańską.
Guidotto i Anna zamieszkali w Kozłowej Górze (obecnie dzielnica Piekar Śląskich). Zajęli się propagowaniem rodzimych, ludowych strojów. W Orzechu i Kozłowej Górze utworzyli Towarzystwo Dobroczynne i Regionalne oraz Towarzystwo Opieki na Strojem Ludowym. W styczniu 1910 r. urządzili pierwszy kiermasz strojów ludowych. Zwycięzcy otrzymali trzymarkową monetę. Guidotto także przebrał się w rozbarski strój.
W grudniu 1916 r. zmarł Guido 1. książę von Donnersmarck. Guidotto 2. książę von Donnersmarck zamieszkał w „Małym Wersalu”. Młodszy brat, hrabia Kraft osiadł w Reptach. Fortuną zarządzali wspólnie. Dyrekcja Kopalń i Hut księcia Donnersmarcka znajdowała się w Świętochłowicach. W Świerklańcu była Dyrekcja Generalna Dóbr.
W 1922 r. prawie całość ich posiadłości znalazła się w Polsce. Niektóre ich zakłady zmieniły nazwę, np. kopalnia „Deutschland” najpierw na „Niemcy”, a od 1937 r. na „Polska”. Wartość przemysłu będącego w ich ręku wynosiła na początku lat 30. ok. 90 mln zł (tj. ok. 45 mln marek).
Ich znaczenie jako wielkich przemysłowców i ludzi wpływowych nie zmalało. U Donnersmarcka w Świerklańcu zamieszkał Szwajcar, Felix Calonder, który w 1918 r. był prezydentem swego kraju, a w latach 1924–1937 był z ramienia Ligi Narodów (międzywojenna poprzedniczka ONZ) przewodniczącym Komisji Mieszanej dla Górnego Śląska. Jego domem stał się pałacyk „Dom Kawalera”.
W czasie przygotowań do agresji na Polskę książę spotkał się 11 czerwca 1939 r. z Erwinem Lahousenem, kierownikiem Wydziału II niemieckiego wywiadu i kontrwywiadu wojskowego Abwehry (1939–1943), któremu zaoferował pomoc swojej służby leśnej z majątków w Polsce w zadaniach wywiadowczych.
Wybuch II wojny światowej zmienił sytuację polityczną. W pierwszą wojenną wigilię Donnersmarckowie otrzymali zatrważającą wieść. Bratanek księżnej Anny, książę August Ryszard zu Sayn-Wittgenstein dwa dni wcześniej został zakatowany na śmierć w berlińskiej siedzibie Gestapo. Zginął zamordowany w swoje 26 urodziny.
Rodzina księcia częściej przebywała w Bawarii. W styczniu 1945 r. wkroczyli Rosjanie. Pałac i stary piastowski zamek na wyspie padł ofiarą płomieni.
Książę z rodziną zamieszkali w Rottach-Egern w bawarskich Alpach, niedaleko granicy z Austrią. Guidotto zmarł 23 grudnia 1959 r. Jego żona, Anna, zmarła niecałe sześć lat później.

## Spadkobiercy
3. księciem von Donnersmarck został ich starszy syn, Guido. Po jego śmierci jesienią 1976 r. 4. księciem został syn Guida, Guidotto. Jest doktorem praw. Był dyrektorem banku. Jego syn, hrabia Aleksander, spadkobierca książęcego tytułu, urodził się w 1979 r. w Tokio w Japonii.

## Potomkowie
1. Guido Karol Łazarz Erdmann Franciszek Otto Ludwik Ernst Guidotto (Wiesbaden 7 XII 1909 – Monachium 20 IX 1976); 3. ks. von Donnersmarck, Komendator Śląsk. Związku Zak. Joannitów; x. (cywil.) Söcking bei Starnberg 7 (kościel.) Monachium 10 V 1939 Lily von Dziembowska (Monachium 2 VI 1916 – 8 I 2005), c. kr.-sask. rotmistrza i radcy legacyjnego Maksymiliana v. D. Elżbiety v. Arnim.
  1. Guidotto Maksymilian Karol Łazarz Erdmann Konstantyn Jerzy Ernst Guido (ur. Monachium 21 III 1940); 4. ks. von Donnersmarck, dr praw., kpt, hon. obyw. Tarn. Gór; x. (cywil.) Fryburg 27 VII 1972 (kościel.) 18 VIII 1972 Gerlinde (Linda) Urban (Salzburg 30 XII 1943 – Rottach-Egern 3 X 1999), c. inż. Eryka Wilhelma U. i Marii Koch.
    1. Anna Sara Maria Brygida Elżbieta Lily (ur. Frankfurt 6 I 1973).
    2. Katarzyna Zuzanna Stefania Dorota Waltraut (ur. Frankfurt 30 XI 1976).
    3. Guido Aleksander Wilhelm Eduardo Predrag Erich Leon (ur. Tokio 26 IX 1979).

  2. Anna Katarzyna (Nina) Elżbieta Julia Ada Wanda Helena Eleonora Lily (ur. Monachium 9 III 1941); x. (cywil.) Gmund am Tegernsee 7 (kościel.) Monachium 14 VI 1969 Ferdynand hr. von Spiegel zum Diesenberg-Hanxleden (ur. Berlin 16 IV 1942), assesor sąd.
2. Karol Erdmann Paweł Kraft Otto Wiktor Klemens Ryszard Henryk Magnus (Charlottenburg 10 X 1915 – Rottach-Egern 3 XI 1993); x. (cywil.) Jüterbog 17 (kościel.) Berlin 18 IV 1942 Elżbieta Katarzyna bar. Uggla (ur. Uppsala 19 VIII 1915), c. szwedz. szambelana dr. filoz. Ewalda bar. U. i Kitty Thoresen.
  1. Katarzyna Eleonora Anna Julia Elżbieta Hermina (ur. Tegernsee 17 VI 1943); grafik; x. (cywil.) Moos, Dolna Bawaria 6 (kościel.) Rottach-Egern 11 VII 1968 Maksymilian hr. von Arco-Zinneberg (ur. Pähl am Ammersee 14 I 1941).
  2. Zuzanna (Tegernsee 29 VII 1944 – tam. 14 V 1945).
  3. Guido Kraft Ewald Henryk Karol Erdmann (ur. Tegernsee 22 X 1947); dr n. med., chirurg; x. Sztokholm 26 I 1982 Solveig Samzelius (ur. Monachium 15 VIII 1948).
    1. Karol-Wiktor Maksymilian Jan Guido Florian (ur. Monachium 21 VII 1982).
    2. Eleonora Julia Gunilla Aleksandra Luiza (ur. Monachium 1 V 1984).